# Salicornia meyeriana
Salicornia meyeriana är en amarantväxtart som beskrevs av Charles Edward Moss. Salicornia meyeriana ingår i släktet glasörter, och familjen amarantväxter. Utöver nominatformen finns också underarten S. m. knysnaensis.